# Robert Nippoldt

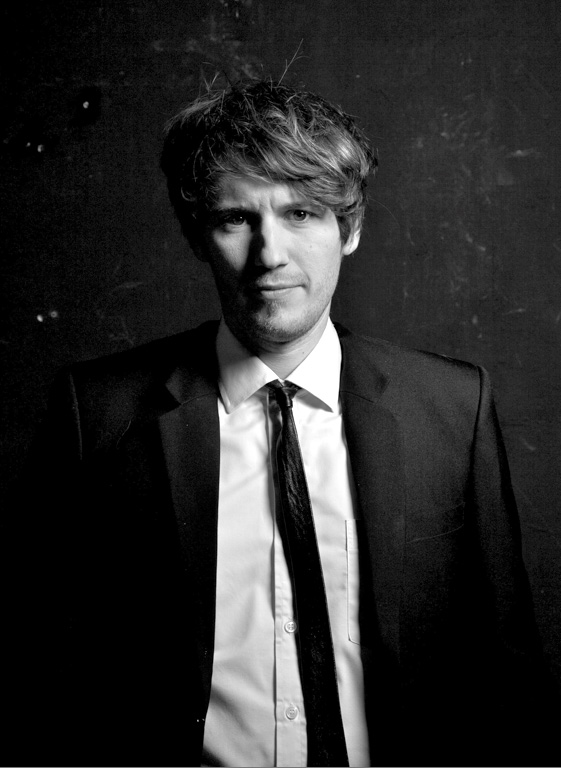
Retrato de Robert Nippoldt

Robert Nippoldt (nacido en 1977 en Kranenburg, Alemania) es un ilustrador, diseñador gráfico y artista diseñador de libros alemán.

## Trayectoria
Estudió diseño gráfico e ilustración en la Universidad de Ciencias Aplicadas de Münster. El libro Gangster. Morir en Chicago fue su proyecto de tesis.
Dos años más tarde, en 2007, fue publicado su segundo libro Jazz. Nueva York en los locos años Veinte. Fue traducido a varios idiomas y ganó numerosos premios. En el año 2010 Hollywood en la década de 1930, su tercer libro sobre Estados Unidos, salió a la luz. En 2017 lo hizo su cuarto título, Night falls on the Berlin of the Roaring Twenties, publicado por Taschen. Sus libros son acompañados por una edición limitada de impresiones en serigrafía.
Además de sus proyectos de libros, ilustra para revistas internacionales y otros clientes, incluyendo el New Yorker, Le Monde, Die ZEIT, Mercedes-Benz, Reader's Digest, Taschen y la revista TIME.
Para las comisiones de esta naturaleza colabora con su hermana Astrid Nippoldt y su esposa, Christine Nippoldt, como parte de su propia firma el Estudio Nippoldt.
Ein Rätselhafter Schimmer es el título de la obra que acompaña al libro sobre Berlín. Se trata de un espectáulo escénico con dibujos y música en directo desarrollado en 2015-2018 por Robert Nippoldt y el Trío Größenwahn. Se ha representado más de 50 veces en el teatro Pantheon de Bonn, la sala Berlin Heimathafen, Schloss Elmau, Kurhaus Göggingen y en cruceros de la compañía AIDA.
Sus obras se han exhibido en exposiciones en Alemania, Suiza, Bélgica y España.
Su estudio está ubicado en un antiguo patio de carga en Münster.

## Publicaciones

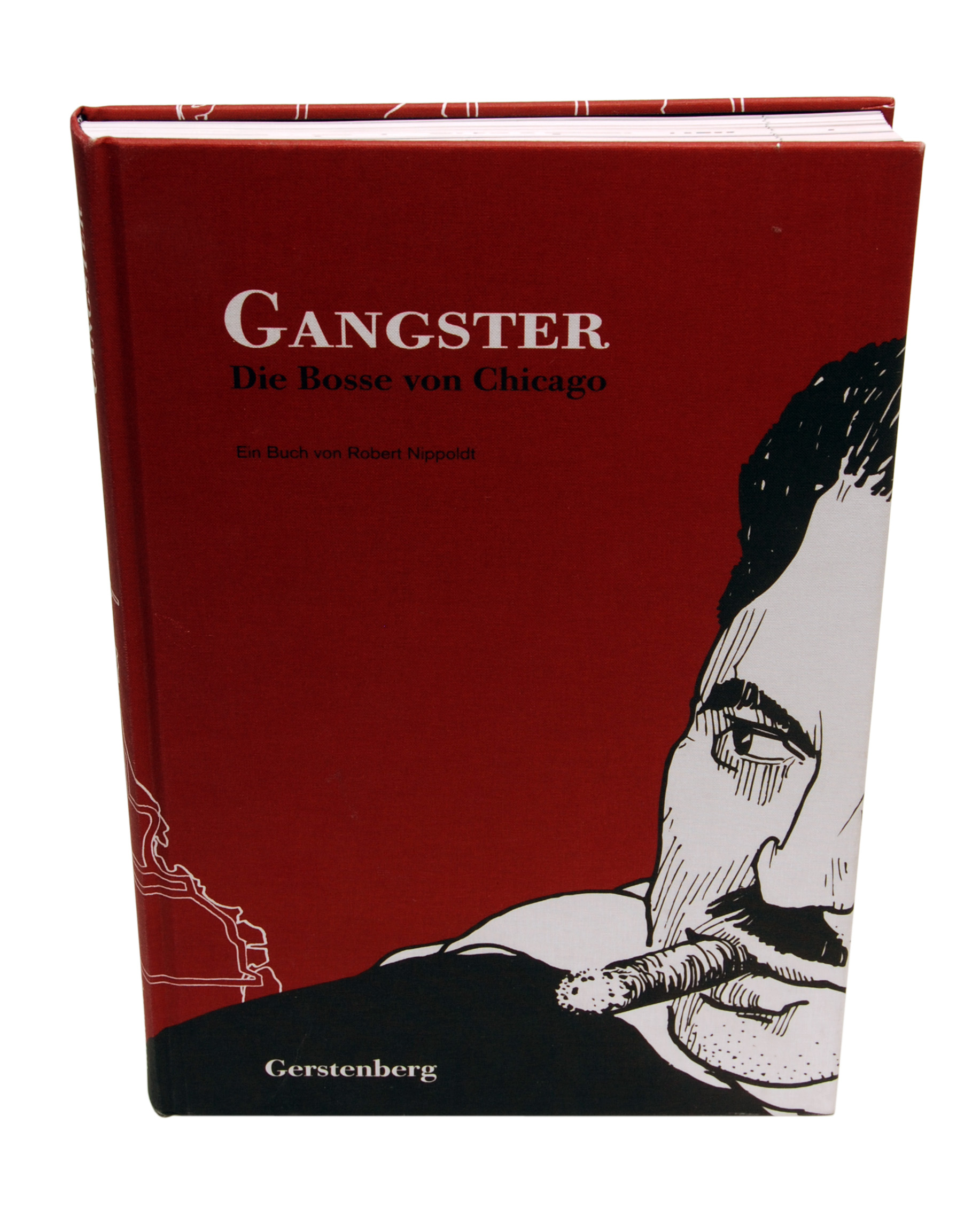
Gangster. Morir en Chicago

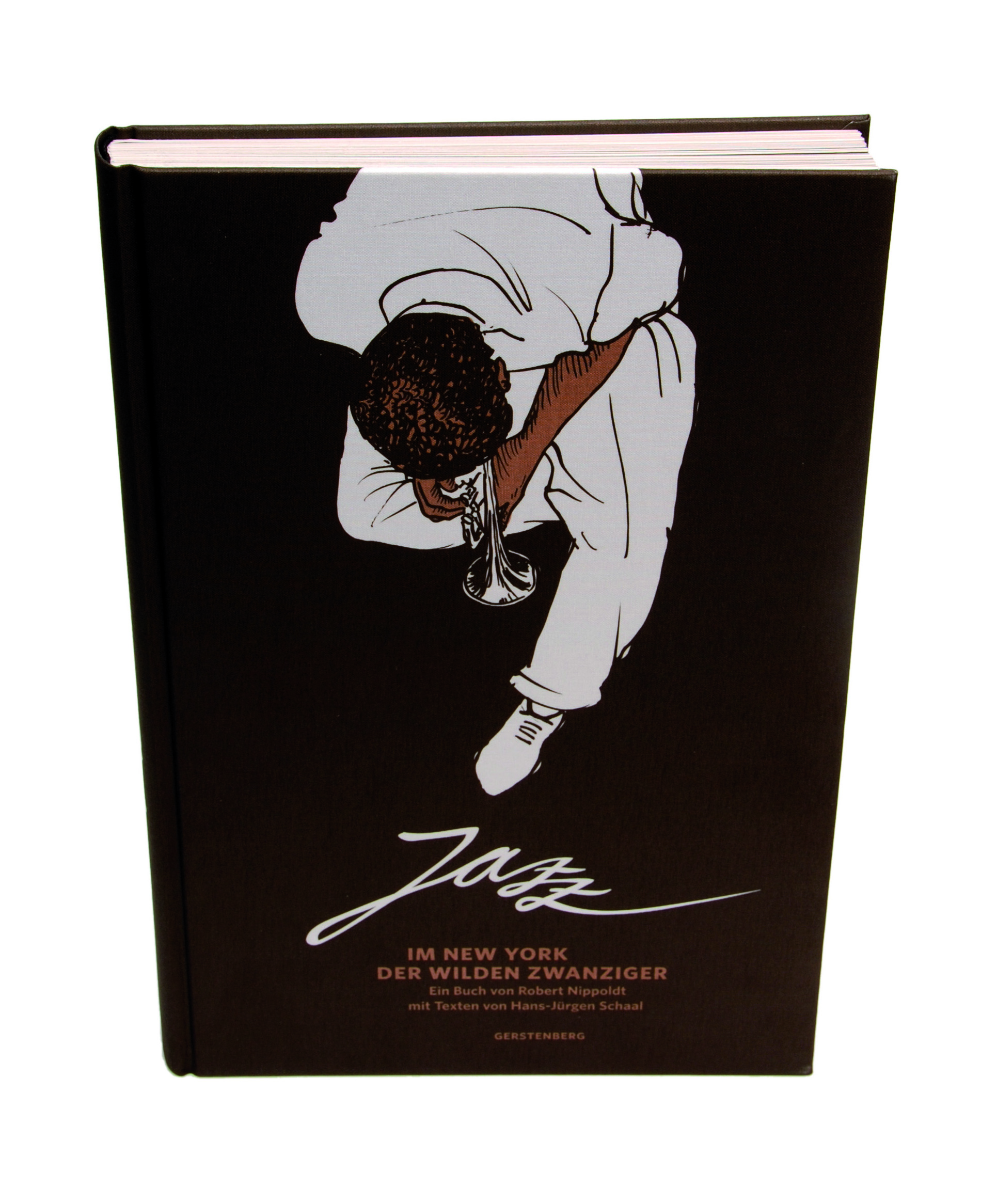
Jazz. Nueva York en los locos años Veinte

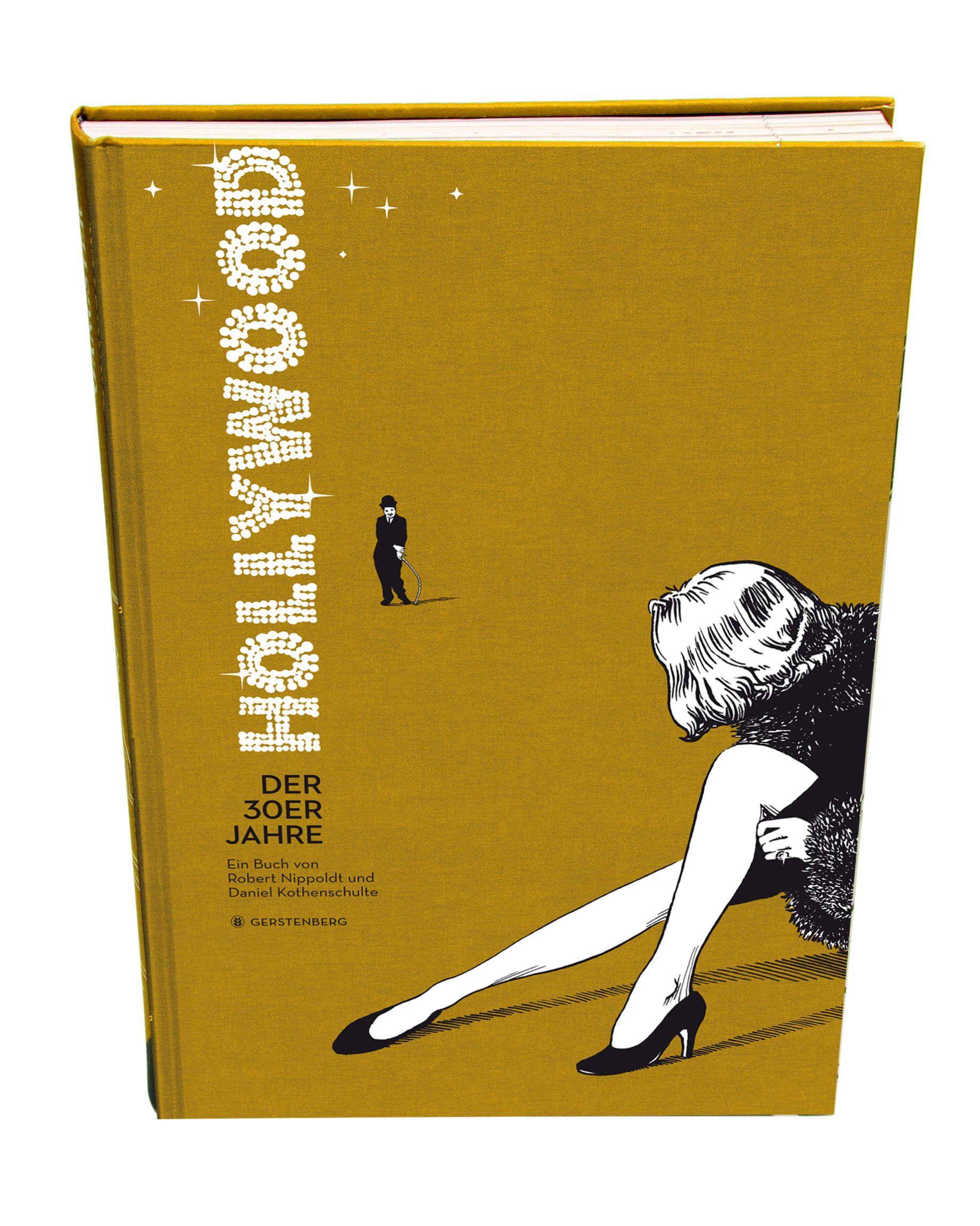
Hollywood en los años Treinta

- Gangster. Die Bosse von Chicago, Gerstenberg Verlag, Hildesheim 2005. ISBN 978-3-8067-2941-2
- Jazz. New York in the Roaring Twenties with Hans-Jürgen Schaal (text), TASCHEN 2013, ISBN 978-3836545013[17]
- Hollywood in the Thirties with Daniel Kothenschulte (concept, text) and Christine Goppel (coloration), TASCHEN, 2013, ISBN 978-3-8369-2628-7[18]
- The Great Transformation: Climate – Can we beat the Heat with Christine Goppel, Jörg Hartmann, Jörg Hülsmann, Astrid Nippoldt and Iris Ugurel, published by A. Hamann, C. Zea-Schmidt and Reinhold Leinfelder, WBGU, Berlín 2014. ISBN 978-3936191417[19]
- Night Falls on the Berlin of the Roaring Twenties with Boris Pofalla (text), TASCHEN 2017, ISBN 978-3-8365-6320-8[20]

## Premios
- ADC Award for “Berlin”, 2019, New York[21]
- Indigo Design Award for “Berlin”, 2019, Ámsterdam[22]
- iF Design Award for “Berlin”, 2019, Hannover[23]
- German Design Award for “Berlin”, 2019, Frankfurt[24]
- A' Design Award for “Berlin”, 2019, Como[25]
- Econ Megaphon Award, Shortlist, for “Berlin”, 2018, Berlín[26]
- International Design Award for “Berlin”, 2018, Los Ángeles[27]
- Best Book Award for “Berlin”, 2018, Los Ángeles[28]
- Berliner Type Award for “Berlin”, 2018, Berlín[29]
- red dot design award for “Berlin”, 2018, Essen
- ADC Award for “Berlin”, 2018, Berlín[30]
- Joseph Binder Award for “Berlin”, 2018, Vienna[31]
- International Creative Media Award for “Berlin”, 2018, Meerbusch[32]
- Movie book of the month, Hans Helmut Prinzler, for “Berlin”, January 2018, Berlín[33]
- German Design Award for “Jazz”, 2016, Frankfurt[34]
- Best American Infographic for “Facemap” in “Hollywood”, 2015, New York
- International Book Award for “Jazz”, 2014, Los Ángeles
- Good Design Award for “Jazz”, 2014, Chicago[35]
- Joseph Binder Award for “Jazz”, 2014, Vienna
- A' Design Award for “Jazz”, 2014, Como[36]
- D&AD, Award for “Jazz”, 2014, London[37]
- Best American Infographic for “The Recording Sessions – Sociogram” in “Jazz”, 2014, New York
- International Design Award for “Jazz”, 2013, Los Ángeles[38]
- German Designer Club Award for “Hollywood”, 2011, Frankfurt
- red dot design award for “Hollywood”, 2011, Essen[39]
- Movie book of the year, Hans Helmut Prinzler for “Hollywood”, 2010, Berlín[40]
- European Design Award for layout for “Jazz”, 2008, Stockholm[41]
- Stiftung Buchkunst “The most beautiful german book 2007” for “Jazz”, 2007, Frankfurt
- Illustrative: “One of the most wonderful books in Europe” for “Jazz”, 2007, Berlín
- red dot design award for “Gangster”, 2006, Essen